# Rusoglavke
Rusoglavke (znanstveno ime Rhodocybe) so rod gliv iz družine rdečelistark (Entolomataceae). Ime rodu izhaja iz grških besed "rhodeos", kar pomeni rožnato, in "cybe", kar pomeni glava in se nanaša na rožnato barvo klobuka. Specifični epitet gemina je latinska beseda za dvojčka in se nanaša na dejstvo, da so te gobe pogosto najdene v parih ali skupinah.

## Značilnosti
Rusoglavke so gobe z lističasto trosovnico in gladkim betom brez obročka. Trosi odtis je rožnate barve. Trosi niso gladki ampak imajo majhne nepravilne bradavice. Povezave med celicami nimajo micelijskih zaponk.

## Seznam rusoglavk Slovenije[4]
- zvegana rusoglavka (Rhodocybe gemina)
- lijasta rusoglavka (Rhodocybe parilis)
- cimetasta rusoglavka (Rhodocybe truncata)